# Однажды двадцать лет спустя
«Однажды двадцать лет спустя» — советский кинофильм 1980 года о судьбе многодетной матери Надежды Кругловой и её семьи.

## Сюжет
Через двадцать лет после окончания школы бывшие одноклассники собираются на встречу выпускников. Среди них: член-корреспондент, автор учебника, военный моряк, поэтесса, знаменитый архитектор и другие представители разных профессий.  
Каждому из них предстоит ответить на вопросы телевизионного ведущего, тоже их бывшего одноклассника: «Что вы сделали в жизни?» и «Чего ещё вы ждёте от жизни?».  
Надя Круглова была бессменной старостой и гордостью этого школьного класса. И вот она сидит за своей старой партой и стыдится своей «обыкновенности», слушая рассказы своих бывших одноклассников, достигших профессиональных высот.
Надя Круглова - мать десяти детей и ей трудно ответить на вопросы ведущего однозначно. В её жизни нет «неглавных моментов». Она гордится своими детьми и хочет признаться одноклассникам, что смысл её жизни в материнстве, но сомневается, поймут ли её.
Фильм выстроен из воспоминаний главной героини, пытающейся найти ответы на эти непростые вопросы. «Я — мама!» — говорит она с гордостью. Одноклассники с удивлением смотрят на неё, когда в класс входят все её дети. Муж Нади бережно надевает ей на плечи пиджак с орденом «Мать-героиня» под восторженные реплики одноклассников.

## Съёмки
Фильм снимался в Калуге, кроме сцены прощания у дома. Её сняли в Москве, на улице Лескова в районе Бибирево, около заказника Алтуфьево.

## В ролях
- Наталья Гундарева — Надежда Круглова, многодетная мать, одноклассница
- Виктор Проскурин — Кирилл Круглов, многодетный отец
- Марина Яковлева — Наташа, учительница, старшая дочь Кругловых
- Алексей Ясулович — Антон Круглов, сын
- Дарья Мальчевская — Маша Круглова, дочь
- Евгений Лазарев — Юрий Вишневский, телеведущий, кандидат психологических наук, одноклассник
- Олег Ефремов — Илья Николаевич, художник
- Игорь Ясулович — Толя Куренков, военный, капитан 2-го ранга, одноклассник
- Валентин Смирнитский — Коля, завхоз
- Валентина Титова — Леночка Амосова, астроном, одноклассница
- Александр Потапов — Валера, одноклассник
- Леонид Якубович — одноклассник
- Ольга Гобзева — поэтесса, одноклассница (песню исполняет Елена Камбурова)
- Татьяна Егорова — одноклассница
- Алексей Миронов — дедушка Антон
- Алевтина Румянцева — учительница
- Клавдия Козлёнкова — Ратима
- Елена Чухрай — жена Андрея, хозяйка пуделя
- Михаил Кочин — архитектор, одноклассник

## Фестивали и награды
- 1981 — XIV Всесоюзный кинофестиваль (Вильнюс) по разделу художественных фильмов: приз за лирическую комедию — фильму «Однажды двадцать лет спустя»[6].
- 1981 ─ Главный приз Золотой Лачено[итал.] на Международном кинофестивале в Авеллино, Италия[7].